# Republikschutzgesetz

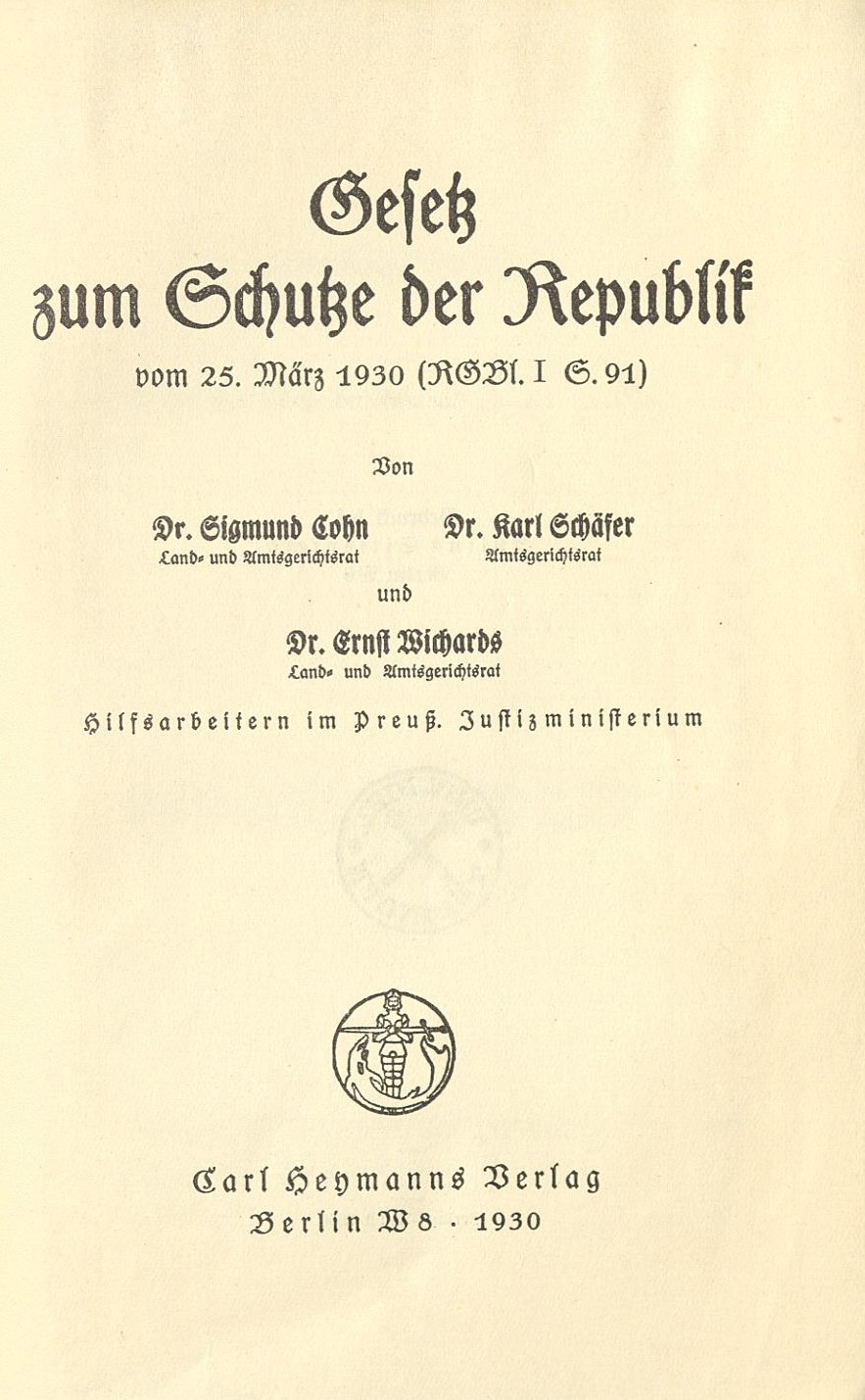
Gesetz zum Schutze der Republik, Kommentar von Sigmund Cohn, Karl Schäfer, Ernst Wichards (1930)

Das Republikschutzgesetz ([Erstes] Gesetz zum Schutze der Republik) war ein deutsches Gesetz aus dem Jahr 1922. Unmittelbarer Anlass dafür war der Mord an Reichsaußenminister Walter Rathenau. Es galt für zunächst fünf Jahre und wurde einmal für weitere zwei Jahre verlängert. Das [Zweite] Gesetz zum Schutze der Republik galt von 1930 bis 1932. 
Nach beiden Gesetzen konnten Versammlungen, Aufzüge und Kundgebungen sowie Vereine und Vereinigungen, außerdem Druckschriften verboten werden, die sich gegen die verfassungsmäßig festgestellte republikanische Staatsform des Reichs oder eines Landes richteten oder die Erhebung einer bestimmten Person auf den Thron betrieben. Politisch motivierte Gewalttaten wie die Ermordung von Regierungsmitgliedern wurden verschärft bestraft. Außerdem richtete das Gesetz einen Staatsgerichtshof zum Schutze der Republik ein.
Das erste Gesetz etablierte eine Ausnahmeordnung und verstieß gegen die Weimarer Reichsverfassung. Der Staatsgerichtshof war ein eigentlich unzulässiges Sondergericht neben dem Reichsgericht. In Kraft treten konnte es nur durch eine verfassungsdurchbrechende Zweidrittelmehrheit im Reichstag. Auch deshalb war es umstritten. Das zweite Gesetz enthielt keine verfassungswidrigen Elemente mehr.

## Erstes Republikschutzgesetz

### Entstehung

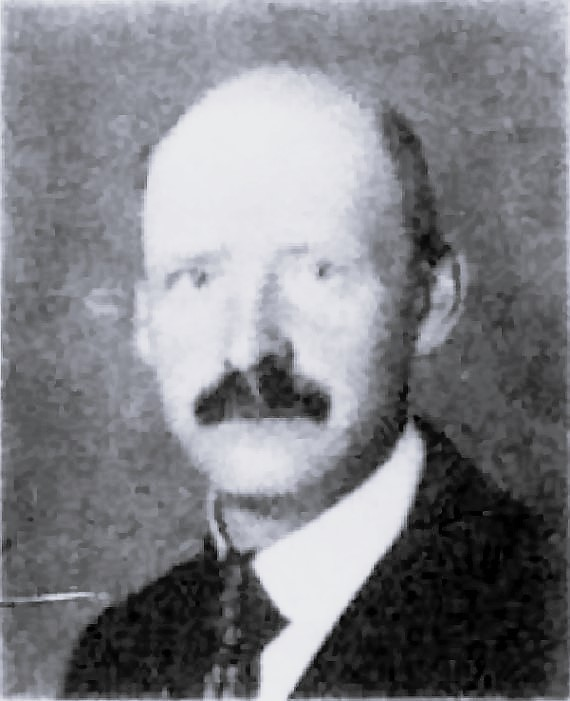
Reichsjustizminister Gustav Radbruch

Dem Gesetz waren bereits mehrere Verordnungen zum Schutze der Republik vorausgegangen. Sie wurden 1921 und dann 1922 direkt nach dem Rathenau-Mord vom Reichspräsidenten erlassen. Ihr Inhalt entsprach in wesentlichen Punkten bereits dem des Gesetzes. Zum Streit in der Reichsregierung und auch im Reichstag führte die Interpretation des Reichsjustizministers Gustav Radbruch und des Reichskanzlers Joseph Wirth, dass sie sich nur gegen den Rechtsradikalismus richteten.
Wirth hatte am 25. Juni 1922 im Reichstag den vielzitierten Ausspruch getan: „Da steht der Feind, der sein Gift in die Wunden eines Volkes träufelt. – Da steht der Feind – und darüber ist kein Zweifel: dieser Feind steht rechts.“ Der Historiker Horst Möller fragt sich, ob es nicht klüger gewesen wäre, die gemäßigte von der extremen Rechten zu trennen. Allerdings sei die Empörung gegen die Deutschnationale Volkspartei und die Hetze ihres Mitglieds Helfferich berechtigt gewesen.
Die Reichsregierung wollte den Inhalt der Verordnungen sogleich in Gesetzesform gießen. Der Entwurf stammte von den Reichsministerien der Justiz und des Innern. Allerdings meinte bereits Wilhelm Marx von der Fraktion des Zentrums, dass man auf einen Ausnahmefall mit Notverordnungen, nicht mit einem Ausnahmegesetz reagieren solle. Vor allem hatte der Freistaat Bayern Vorbehalte, wie Ministerpräsident Lerchenfeld sie äußerte:
- Eine Ausnahmeordnung sei unnötig.
- Frühere Mitglieder der Reichsregierung sollten nicht einbezogen werden.
- Bereits die Verordnungen hatten sich nur gegen den Rechtsradikalismus gewandt.
- Vor allem beschneide der Gesetzentwurf die Rechte der Länder: Statt Landesbehörden werde eine Reichsbehörde für bestimmte Straftaten zuständig werden.
- Mit rückwirkender Kraft betraf das Gesetz auch frühere Straftaten.

Bayern fand mit seiner Kritik nur bei Württemberg umfassende Unterstützung. Allerdings wurde die Reichsregierung in einer Besprechung mit den Ministerpräsidenten der Länder am 29. Juni vom Gedanken abgebracht, den Gesetzentwurf durch den Reichstag einbringen zu lassen. Stattdessen sollte der Reichsrat beteiligt werden, das Vertretungsorgan der Länder. Nach einigen Änderungen nahm der Reichsrat den Gesetzentwurf am 3. Juli an, mit 48 gegen zehn Stimmen. Durch eine neue Formulierung wurde die einseitige Ausrichtung gegen rechts aufgehoben, sodass auch linksradikale Bestrebungen betroffen waren: Statt der republikanischen Staatsform oder, wie von Bayern gewünscht, der verfassungsmäßigen Staatsform, schützte das Gesetz die verfassungsmäßige republikanische Staatsform. In der dritten Lesung des Reichstags wurde daraus die verfassungsmäßig festgestellte republikanische Staatsform. Im Reichstag hatten auch die rechten Parteien den Rathenau-Mord verurteilt, beim Republikschutzgesetz äußerten sie allerdings Kritik an Ausnahmebestimmungen, am Ausnahme-Gerichtshof sowie an den Bestimmungen, die gegen die früheren Landesherren gerichtet waren.
Für das Gesetz stimmten am 18. Juli 303 Abgeordnete, dagegen 102, während sich vier enthielten. Die Ja-Stimmen kamen geschlossen von USPD, SPD, DDP und Zentrum und mehrheitlich von der DVP. Dagegen waren die DNVP, die BVP und der Bayerische Bauernbund. Geringer war die Zustimmung für das dazugehörige Beamtengesetz. Beide Gesetze erhielten aber eine Zweidrittelmehrheit, die für die „Verfassungsdurchbrechung“ nötig war. Verfassungswidrig war nämlich die rückwirkende Zuständigkeitszuweisung an den Staatsgerichtshof, denn dadurch wurde der Angeklagte dem (normalerweise zuständigen) „gesetzlichen Richter“ entzogen. Außerdem betraf das Beamtengesetz die „wohlerworbenen Rechte“ der Beamten.

### Weitere Normen
Außer dem Republikschutzgesetz kam es zu weiteren Gesetzen und Verordnungen, die ebenfalls am 21. Juli 1922 in Kraft traten. Das bereits erwähnte Beamtengesetz (Gesetz über die Pflichten der Beamten zum Schutze der Republik), verpflichtete die Beamten auf die Treue zur Verfassung. Das Reichskriminalpolizeigesetz richtete ein Reichskriminalpolizeiamt ein und ordnete die Einrichtung von Landespolizeiämtern ein. Sie wurden mit der Aufdeckung und Verhütung von Straftaten beauftragt, einschließlich der Staatsschutzsachen. Das Reichskriminalpolizeiamt kümmerte sich um länderübergreifende Fälle.
Ein Gesetz über Straffreiheit regelte eine Amnestie für Hochverrat (landläufig „Rathenau-Amnestie“ genannt). Betroffen waren Fälle aus der Zeit ab 1920, als nach dem Kapp-Putsch zuletzt ein Straffreiheitsgesetz erlassen worden war, bis zum Jahresende 1921. Die hochverräterischen Unternehmen durften allerdings nicht mit schweren Verbrechen gegen Leib oder Leben in Zusammenhang stehen. Das Gesetz kam nur Linksradikalen zugute und war ein Zugeständnis an USPD und KPD, deren Zustimmung man für das Republikschutzgesetz und das Beamtengesetz brauchte.

### Entwicklung
In Bayern kam es zu einem schweren Konflikt der bayerischen Staatsregierung mit dem Reich. Bereits am 9. Juli hatte Ministerpräsident Lerchenfeld angekündigt, dass die Maßnahmen nicht in Bayern angewendet werden würden. Der Ministerpräsident wiederholte seine Kritik und beklagte eine „Politisierung der Strafrechtspflege“. Nachdem das Republikschutzgesetz am 23. Juli in Kraft getreten war, verfügte die Staatsregierung eine eigene bayerische Verordnung. Darin wies sie die Zuständigkeit für Strafsachen an das bayerische Volksgericht. Vereinigungen und Versammlungen verbot bei Bedarf der bayerische Innenminister.
Die Reichsregierung hätte notfalls mit einer Reichsexekution des Reichspräsidenten antworten können, oder beispielsweise das Reichsgericht anrufen können. Es war aber unsicher, wie das Reichsgericht urteilen würde. Das Reich und Bayern einigten sich am 11. August auf ein Protokoll mit Zugeständnissen von beiden Seiten. Bayern verzichtete auf seine Verordnung, während das Reich Zusagen über die Handhabung des Republikschutzgesetzes machte:
- Fälle von geringer Bedeutung wurden an die bayerischen Organe überwiesen.
- Das bayerische Volksgericht behandelte diejenigen Fälle, die bereits anhängig waren.
- Der Oberreichsanwalt arbeitete mit den Landesbehörden zusammen und zog nur dann landesfremde Beamte hinzu, wenn die Landesbehörden damit einverstanden waren.
- Der Staatsgerichtshof sollte mit Richtern besetzt werden, die aus den verschiedenen Regionen Deutschlands kamen.
- Der Staatsgerichtshof sollte in Senate gegliedert werden. De facto lief dies darauf hinaus, dass ein „süddeutscher “Senat eingerichtet wurde, der sich mit süddeutschen Fällen beschäftige.
- Unter anderem bekannte die Reichsregierung sich zum bundesstaatlichen Prinzip und bekräftigte, dass sie keine Hoheitsrechte der Länder auf das Reich übertragen wolle.[7]

Das Beamtengesetz und das Reichskriminalpolizeigesetz galten dauerhaft, auch nach 1933. Das Republikschutzgesetz hingegen sollte nur fünf Jahre lang gültig sein, bis zum 23. Juli 1927. Schon im März und April 1926 beschloss der Reichstag zwei Änderungsgesetze: Seitdem war der Staatsgerichtshof nicht mehr für Strafsachen zuständig, und einige Strafen wurden herabgesetzt. Die Ausweisung etwa wurde von einer Muss- zu einer Kann-Vorschrift.
Im Sommer 1927 ging es um eine Verlängerung des Republikschutzgesetzes. Dafür war aber auch die Zustimmung der Deutschnationalen im Reichstag vonnöten, die ursprünglich gegen das Ausnahmegesetz gestimmt hatten. Nun aber war die DNVP an der Reichsregierung beteiligt. Da das Zentrum von Reichskanzler Wilhelm Marx auf der Verlängerung bestand, stimmte die DNVP zu. Dabei setzte sie durch, dass die Verlängerung nur zwei Jahre dauerte und der Staatsgerichtshof aufgehoben wurde (das Reichsgericht erhielt die Zuständigkeiten). Zwei Jahre später aber war die DNVP in der Opposition und lehnte eine weitere Verlängerung ab, ebenso wie die NSDAP, die Wirtschaftspartei und die KPD. Bei der Abstimmung am 28. Juni 1929 im Reichstag verfehlte der Antrag auf Verlängerung (bis zum 31. Dezember 1930) die Zweidrittelmehrheit (263 Ja-Stimmen, 166 Nein-Stimmen). Das Gesetz lief am 23. Juli 1929 aus.

## Zweites Republikschutzgesetz
Schon bald darauf kam es zu politisch motivierter Gewalt und zu Pressedelikten. Anfang Dezember 1929 erhielt der Reichstag den Entwurf einer Neuauflage des Republikschutzgesetzes. Reichsinnenminister Carl Severing von der SPD argumentierte: „Ein Staat, der seinen Schutz aufgibt, gibt sich selbst auf.“ Allerdings bestand keine Chance auf eine Zweidrittelmehrheit. Daher mussten die verfassungswidrigen Teile aus dem Gesetzentwurf genommen werden, vor allem die Bestimmung über die früheren Landesherren („Kaiser-Paragraph“). Am 18. März 1930 erhielt das Zweite Republikschutzgesetz eine Mehrheit im Reichstag: 265 Ja-Stimmen von SPD, DDP, DVP, Zentrum BVP, Deutsche Bauernpartei, 150 Nein-Stimmen von DNVP, ChrNA, Wirtschaftspartei, DHP, NSDAP und KPD.
Die Reichsregierung hatte im Entwurf keine zeitliche Begrenzung vorgesehen, doch das endgültige Gesetz sah vor, dass es zum 31. Dezember 1932 ablief. Am 19. Dezember 1932 bestimmte der Reichspräsident mit einer Notverordnung, dass das Gesetz schon zehn Tage früher außer Kraft trat, zugunsten einer neuen, dauerhaften Staatsschutz-Verordnung (Verordnung des Reichspräsidenten zur Erhaltung des inneren Friedens vom 19. Dezember 1932).
Das zweite Gesetz unterschied sich in einigen Punkten vom ersten, so entfiel der besondere strafrechtliche Schutz für Regierungsmitglieder. Im Wesentlichen blieben die Bestimmungen allerdings erhalten. Wenn das Zweite Republikschutzgesetz weniger Wirkung entfalten konnte als das erste, so lag dies vor allem an der politischen Situation. Nach der Radikalisierung von Massen richteten verschärfte Strafandrohungen wenig, und die Konflikte zwischen Reich und Ländern verhinderten die Zusammenarbeit zum Verfassungsschutz, von der das Gesetz ausging. Von größerer Bedeutung wurden die Diktaturmaßnahmen, die Notverordnungen des Reichspräsidenten.